# Atletismo nos Jogos Pan-Americanos de 1971 - 1500 m masculino
A prova dos 1500 m masculino nos Jogos Pan-Americanos de 1971 foi realizada em Cali, Colômbia.

## Medalhistas
| Ouro                              | Prata                 | Bronze                          |
| Martin Liquori USA Estados Unidos | Bill Smart CAN Canadá | Jim Crawford USA Estados Unidos |

## Resultados
| Posição           | Nome            | Nacionalidade      | Tempo   | Notas |
| ----------------- | --------------- | ------------------ | ------- | ----- |
| Medalha de ouro   | Martin Liquori  | USA Estados Unidos | 3:42.10 |       |
| Medalha de prata  | Bill Smart      | CAN Canadá         | 3:43.39 |       |
| Medalha de bronze | Jim Crawford    | USA Estados Unidos | 3:43.76 |       |
| 4                 | Donaldo Arza    | PAN Panamá         | 3:44.75 |       |
| 5                 | Rick Ritchie    | CAN Canadá         | 3:46.63 |       |
| 6                 | Gildardo López  | MEX México         | 3:48.38 |       |
| 7                 | Carlos Martínez | MEX México         | 3:49.50 |       |
| 8                 | Julio Orense    | VEN Venezuela      | 3:50.06 |       |